# FFH-Gebiet Riesewohld und angrenzende Flächen

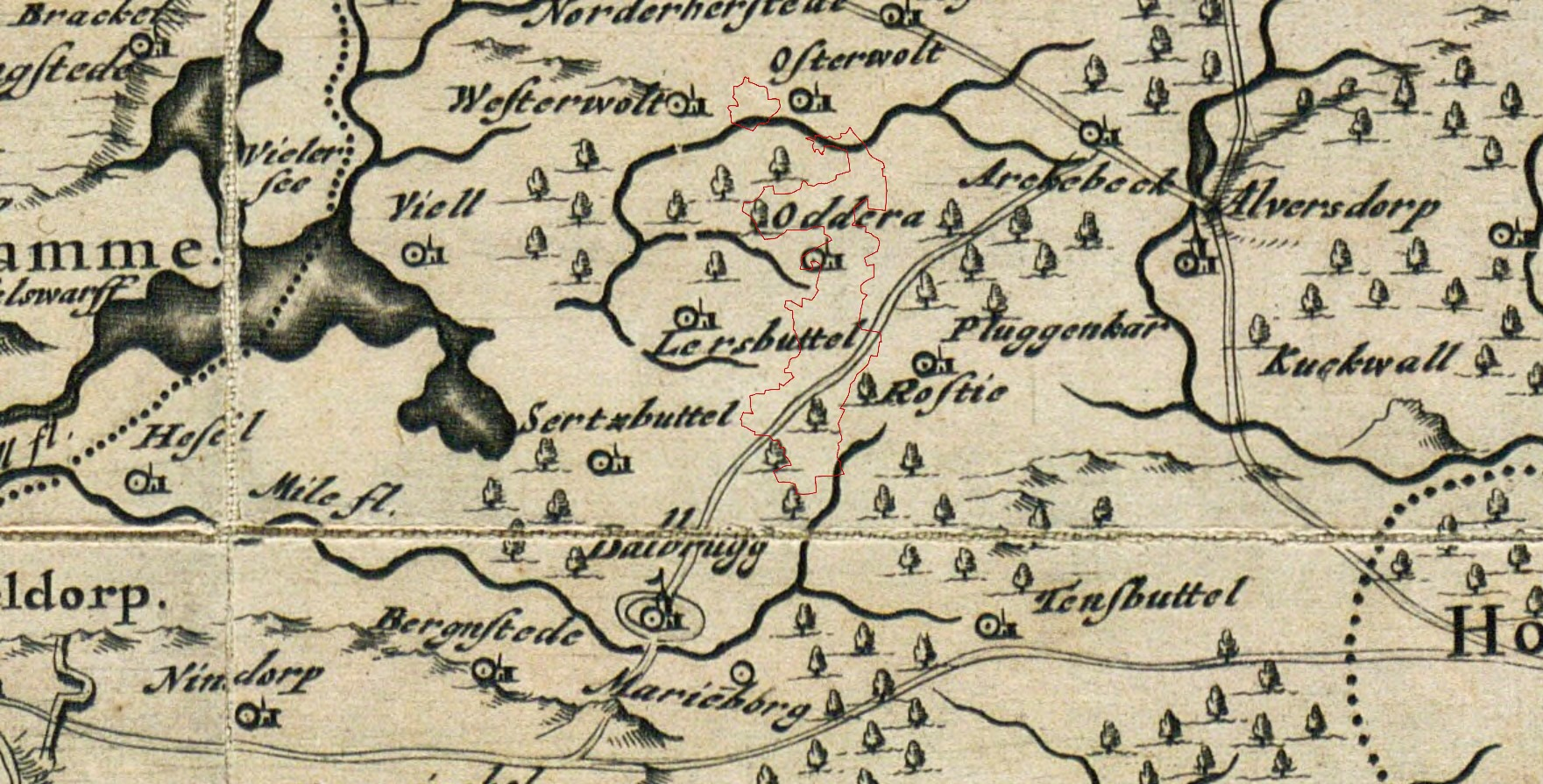
Bild 1: Riesewohld anno 1559 (heutiges FFH-Gebiet rot umrandet)

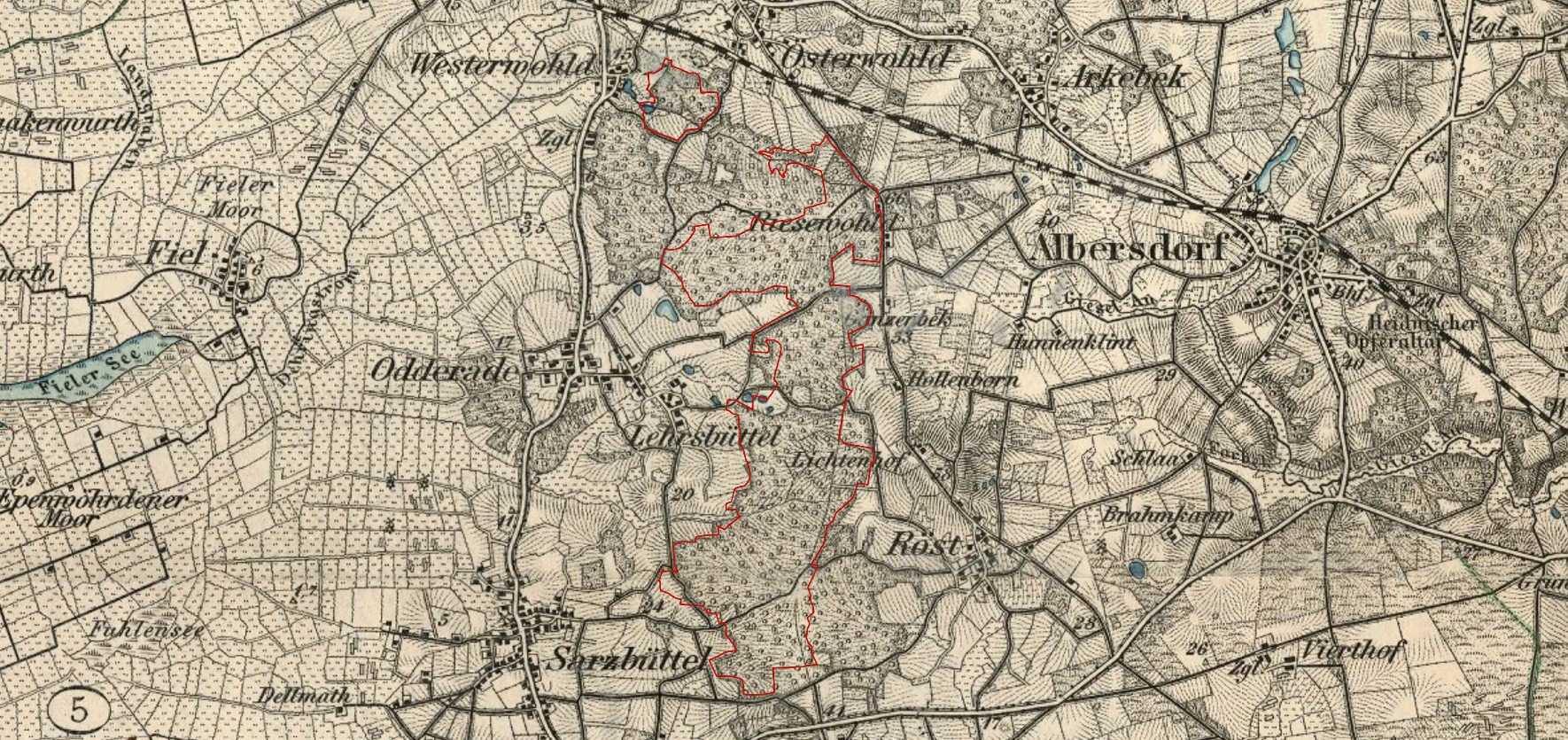
Bild 2: Riesewohld vor 1893 (heutiges FFH-Gebiet rot umrandet)

Das FFH-Gebiet Riesewohld und angrenzende Flächen ist ein NATURA 2000-Schutzgebiet in Schleswig-Holstein im Kreis Dithmarschen in den Gemeinden Nordhastedt, Odderade, Tensbüttel-Röst und Sarzbüttel. Es liegt in der Landschaft Heide-Itzehoer-Geest (Landschafts-ID 68301), Diese ist wiederum Teil der Naturräumlichen Großregion 2. Ordnung Schleswig-Holsteinische Geest.

Es hat eine Größe von 435 Hektar und liegt zwischen der Bundesautobahn 23 (A23) im Osten und den Ortschaften Odderade und Sarzbüttel im Westen. Seine größte Ausdehnung liegt mit 5,4 Kilometer in Nordsüdrichtung. Es besteht aus zwei räumlich voneinander getrennten Teilgebieten. Das kleinere nördliche „Teilgebiet Westerwohld“ mit einer Fläche von 27 Hektar liegt östlich dem Nordhastedter Ortsteil Westerwohld nahe der A23, das 408 Hektar große „Teilgebiet Riesewohld“ liegt in einer Entfernung von 735 Meter südlich davon. Beide Teilgebiete waren ursprünglich zwei eigenständige FFH-Gebiete. Das FFH-Gebiet liegt auf einem Geestrücken, der sich als Endmoräne der Saale-Kaltzeit gebildet hat. Das Gelände fällt von Ost nach West ab. Die höchste Erhebung mit 66 Meter über Normalhöhennull (NHN) liegt an der Nordostgrenze an der Alten Landstraße, wo die Gemeindegrenzen von Odderade, Nordhastedt und Arkebek aufeinandertreffen. Der niedrigste Punkt liegt mit 12 Meter über NHN im Teilgebiet Westerwohld am Westufer des Mühlenteiches.
Das FFH-Gebiet ist fast vollständig mit Wald bedeckt, siehe Diagramm 1. Hierbei handelt es sich um einen historischen Waldstandort. Bereits in der „Landtcarte von Dithmarschen Anno 1559“ des Johannes Mejer aus Husum von 1651 sind im Gebiet zwischen Westerwohld (Westerwolt), Sarzbüttel (Sertzbuttel), Röst (Rostie), Tensbüttel (Tensbuttel) und Oddera Waldungen verzeichnet, siehe Bild 1. Nach der Karte des Deutschen Reiches, Ausgabe 1893, ist der Riesewohld ausschließlich mit Laubbäumen bestockt gewesen, siehe Bild 2.
Der Riesewohld bildet die Wasserscheide zwischen der Gieselau im Osten und der Miele im Westen. Am Westhang des Geestrückens entspringen etliche Quellen. Sie speisen unter anderem im Norden im Quellental eine ganze Kaskade von Fischteichen. Die Fischteiche innerhalb des FFH-Gebietes werden nicht mehr genutzt.

## FFH-Gebietsgeschichte und Naturschutzumgebung
Der NATURA 2000-Standard-Datenbogen (SDB) für dieses FFH-Gebiet wurde im Juni 2004 vom Landesamt für Landwirtschaft, Umwelt und ländliche Räume (LLUR) des Landes Schleswig-Holstein erstellt, im September 2004 als Gebiet von gemeinschaftlicher Bedeutung (GGB) vorgeschlagen, im November 2007 von der EU als GGB bestätigt und im Januar 2010 national nach § 32 Absatz 2 bis 4 BNatSchG in Verbindung mit § 23 LNatSchG als besonderes Erhaltungsgebiet (BEG) bestätigt. Der SDB wurde zuletzt im Mai 2019 aktualisiert. Der Managementplan für das FFH-Gebiet wurde am 29. November 2017 veröffentlicht.
Das FFH-Gebiet liegt vollständig im Schwerpunktbereich 190 des landesweiten Biotopverbundsystems.
Mit der Gebietsbetreuung des FFH-Gebietes nach § 20 LNatSchG wurde durch das LLUR noch keine Institution beauftragt (Stand August 2022).
Das FFH-Gebiet ist durch mehrere Rad-, Reit- und Wanderwege für den Besucher erlebbar.
Auf dem Gemeindegebiet von Odderade befindet sich das Naturdenkmal Fünffingerlinde, in der Gemeinde Tensbüttel-Röst liegt der größte Findling, der bisher in Dithmarschen gefunden wurde, der Harkenstein.

## FFH-Erhaltungsgegenstand
Laut Standard-Datenbogen vom Februar 2015 sind folgende FFH-Lebensraumtypen (LRT) und Arten für das Gesamtgebiet als FFH-Erhaltungsgegenstände mit den entsprechenden Beurteilungen zum Erhaltungszustand der Umweltbehörde der Europäischen Union gemeldet worden (Gebräuchliche Kurzbezeichnung (BfN)):
FFH-Lebensraumtypen nach Anhang I der EU-Richtlinie:
- 9110 Hainsimsen-Buchenwälder (Gesamtbeurteilung B)[13]
- 9120* Atlantischer, saurer Buchenwald mit Unterholz aus Stechpalme und gelegentlich Eibe (Gesamtbeurteilung B)[14]
- 9130 Waldmeister-Buchenwälder (Gesamtbeurteilung B)[15]
- 9160 Sternmieren-Eichen-Hainbuchenwälder (Gesamtbeurteilung B)[16]
- 9190 Alte bodensaure Eichenwälder auf Sandebenen mit Stieleiche (Gesamtbeurteilung B)[17]
- 91D0* Moorwälder (Gesamtbeurteilung C)[18]
- 91E0* Erlen-Eschen- und Weichholzauenwälder (Gesamtbeurteilung B)[19]

Arten gemäß Artikel 4 der Richtlinie 2009/147/EG und Anhang II der Richtlinie 92/43/EWG und diesbezügliche Beurteilung des Gebiets:
- 1166 Kammmolch (Gesamtbeurteilung C)[21]

Mehr als zwei Drittel des FFH-Gebietes ist ausschließlich mit FFH-Lebensraumtypen der Wälder bedeckt. Der Rest ist keinem LRT zugeordnet, siehe Diagramm 2. Er besteht zum überwiegenden Teil aus nicht standorttypischen Nadelwäldern und an den Gebietsrändern aus Biotoptypen des Grünlandes. In den Jahren 2017 und 2018 wurde eine Nachkartierung der FFH-Lebensraum- und Biotoptypen im FFH-Gebiet durchgeführt. Zu den mit FFH-Lebensraumtypen belegten Flächen kommen noch knapp 5 % Flächen, die mit gesetzlich geschützten Biotoptypen bedeckt sind, siehe Diagramm 3.

## FFH-Erhaltungsziele
Aus den oben aufgeführten FFH-Erhaltungsgegenständen werden als FFH-Erhaltungsziele von besonderer Bedeutung die Erhaltung folgender Lebensraumtypen und Arten im FFH-Gebiet vom Ministerium für Energiewende, Landwirtschaft, Umwelt und ländliche Räume des Landes Schleswig-Holstein erklärt:
- 9110 Hainsimsen-Buchenwälder
- 9120* Atlantischer, saurer Buchenwald mit Unterholz aus Stechpalme und gelegentlich Eibe
- 9130 Waldmeister-Buchenwälder
- 9160 Sternmieren-Eichen-Hainbuchenwälder
- 9190 Alte bodensaure Eichenwälder auf Sandebenen mit Stieleiche
- 91D0* Moorwälder
- 91E0* Erlen-Eschen- und Weichholzauenwälder
- 1166 Kammmolch

Somit wurden alle FFH-Erhaltungsgegenstände zu FFH-Erhaltungszielen von besonderer Bedeutung erklärt.

## FFH-Analyse und Bewertung
Das Kapitel FFH-Analyse und Bewertung im Managementplan beschäftigt sich unter anderem mit den aktuellen Gegebenheiten des FFH-Gebietes und den Hindernissen bei der Erhaltung und Weiterentwicklung der FFH-Lebensraumtypen und Arten. Die Ergebnisse fließen in den FFH-Maßnahmenkatalog ein.
Im FFH-Gebiet haben bis auf 0,2 Hektar Moorwald alle FFH-Lebensraumflächen im SDB eine gute Gesamtbewertung zugesprochen bekommen. Bei der Beurteilung des Kriteriums Erhaltungszustand ist dies nicht der Fall, siehe Diagramm 4. Die Abwertung auf Stufe C erfolgt insbesondere wegen des Fehlens mehrerer Entwicklungsstadien des Waldes. Das zeigt sich insbesondere im Privatwald.
Knapp die Hälfte des FFH-Gebietes befindet sich im Besitz der Öffentlichen Hand, der Rest verteilt sich auf 93 Privateigentümer und einen kirchlichen Träger. Der größte Eigentümer ist die Stiftung Naturschutz Schleswig-Holstein (SNSH), siehe Diagramm 5.
Auf Grund der gegebenen Besitzverhältnisse ist für einen großen Teil der FFH-Gebietsfläche sichergestellt, dass sowohl das Verschlechterungsverbot für FFH-Flächen, als auch die Biotopverordnung eingehalten und durchgesetzt werden. Zur Unterstützung der Maßnahmen zur Erhaltung und Weiterentwicklung des FFH-Gebietes trägt ebenfalls das Bündnis Naturschutz in Dithmarschen e.V. (BNiD) bei. Diesem gehören neben der Stiftung Naturschutz Schleswig-Holstein (SNSH), dem Deich- und Hauptsielverband Dithmarschen und dem Dithmarschen Tourismus e.V. die Gemeinden und Naturschutzverbände sowie viele Privatpersonen in Dithmarschen an.

## FFH-Maßnahmenkatalog
Der FFH-Maßnahmenkatalog im Managementplan führt neben den bereits durchgeführten Maßnahmen geplante Maßnahmen zur Erhaltung und Entwicklung der FFH-Lebensraumtypen im FFH-Gebiet an. Die Maßnahmen sind in einer Maßnahmenkarte für den nördlichen Teil und eine für den südlichen Teil des FFH-Gebietes sowie zur Maßnahmenverfolgung in zwölf Maßnahmenblättern eingetragen.
In der Vergangenheit wurde ein großer Teil der Flächen der SNSH zu Naturwald erklärt und ist damit jeglicher Nutzung entzogen.
Die geplanten Maßnahmen betreffen folgende Schwerpunkte:
- Verbesserung des Wasserhaushaltes im Moorwaldgebiet östlich von Lehrsbüttel durch Verfüllen vorhandener Entwässerungsgräben (Lage).
- In den Naturwaldflächen der SNSH durften bis 2020 nicht heimischer Nadelwald und die Späte Traubenkirsche entnommen werden. Ab 2021 sind auch diese Maßnahmen nicht mehr zulässig.
- Auf den Flächen der SNSH außerhalb der Naturwaldflächen als längerfristige Maßnahme Waldumbau zu heimischen Gehölzen und Bekämpfung von Neophyten.
- Für die beiden FFH-Lebensraumtypen 9160 Sternmieren-Eichen-Hainbuchenwälder und 9190 Alte bodensaure Eichenwälder auf Sandebenen mit Stieleiche Förderung der Naturverjüngung und Nachpflanzung von aufgelichteten Beständen, die dem Eschentriebsterben zum Opfer gefallen sind.
- Zur Förderung des Bestandes des LRT 91E0* Erlen-Eschen- und Weichholzauenwälder ist eine Auflichtung der mit Nadelwald bestandenen Uferbereiche durchzuführen.
- Pflege und Offenhaltung der für Amphibien angelegten Kleingewässer, um insbesondere das Erhaltungsziel Kammmolch zu fördern.

Die Maßnahmen im Managementplan beziehen sich nur auf die Flächen der SNSH. Für Maßnahmen auf den Flächen der Privateigentümer sollen diese im Laufe der Jahre gezielt einzeln angesprochen werden, um mit ihnen Maßnahmen über freiwillige Vereinbarungen umzusetzen.

## FFH-Erfolgskontrolle und Monitoring der Maßnahmen
Eine FFH-Erfolgskontrolle und Monitoring der Maßnahmen findet in Schleswig-Holstein alle sechs Jahre statt. Die Ergebnisse des letzten Monitorings wurden am 21. März 2012 veröffentlicht.

## Bildergalerie

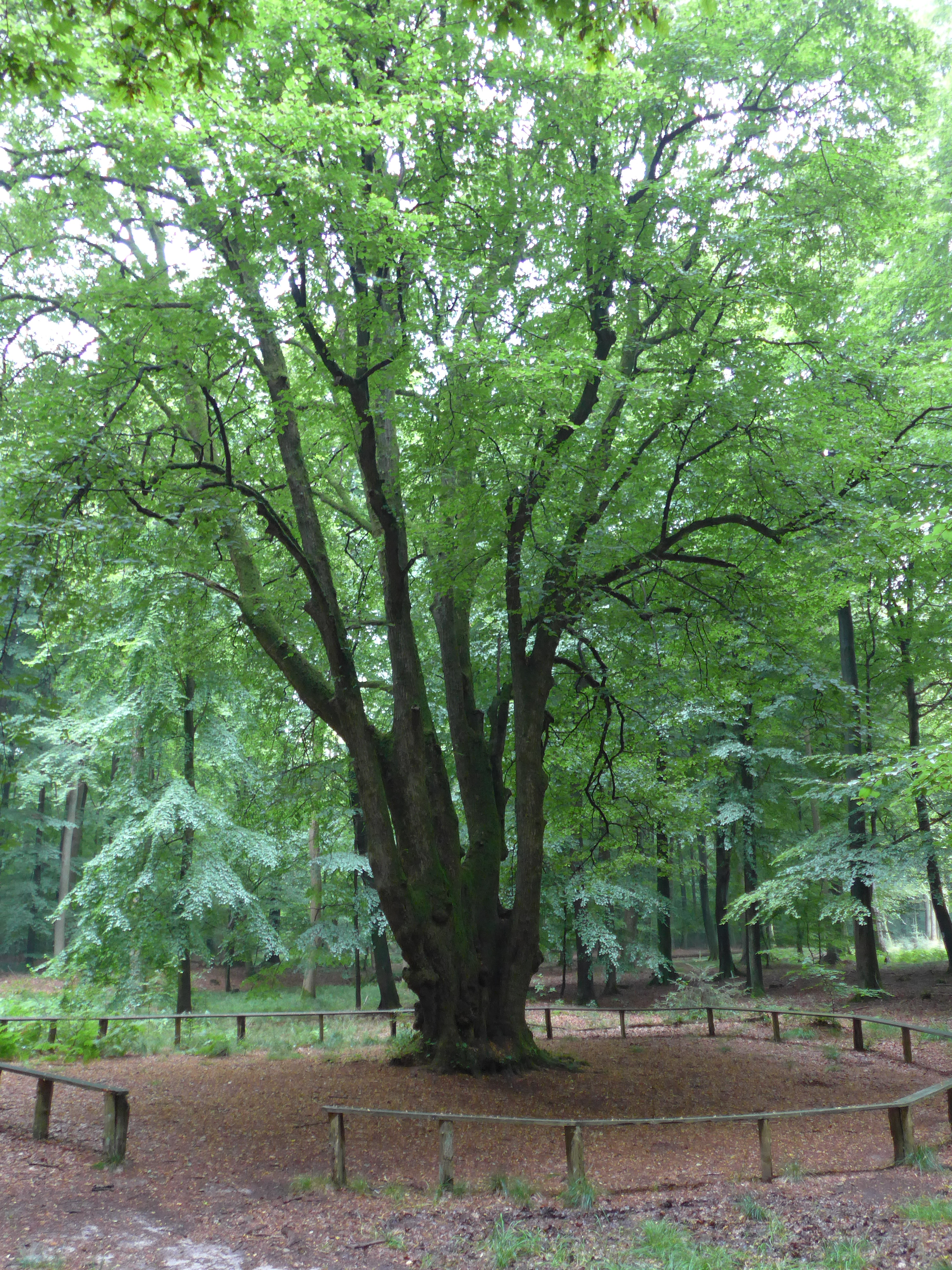
Naturdenkmal Fünffingerlinde
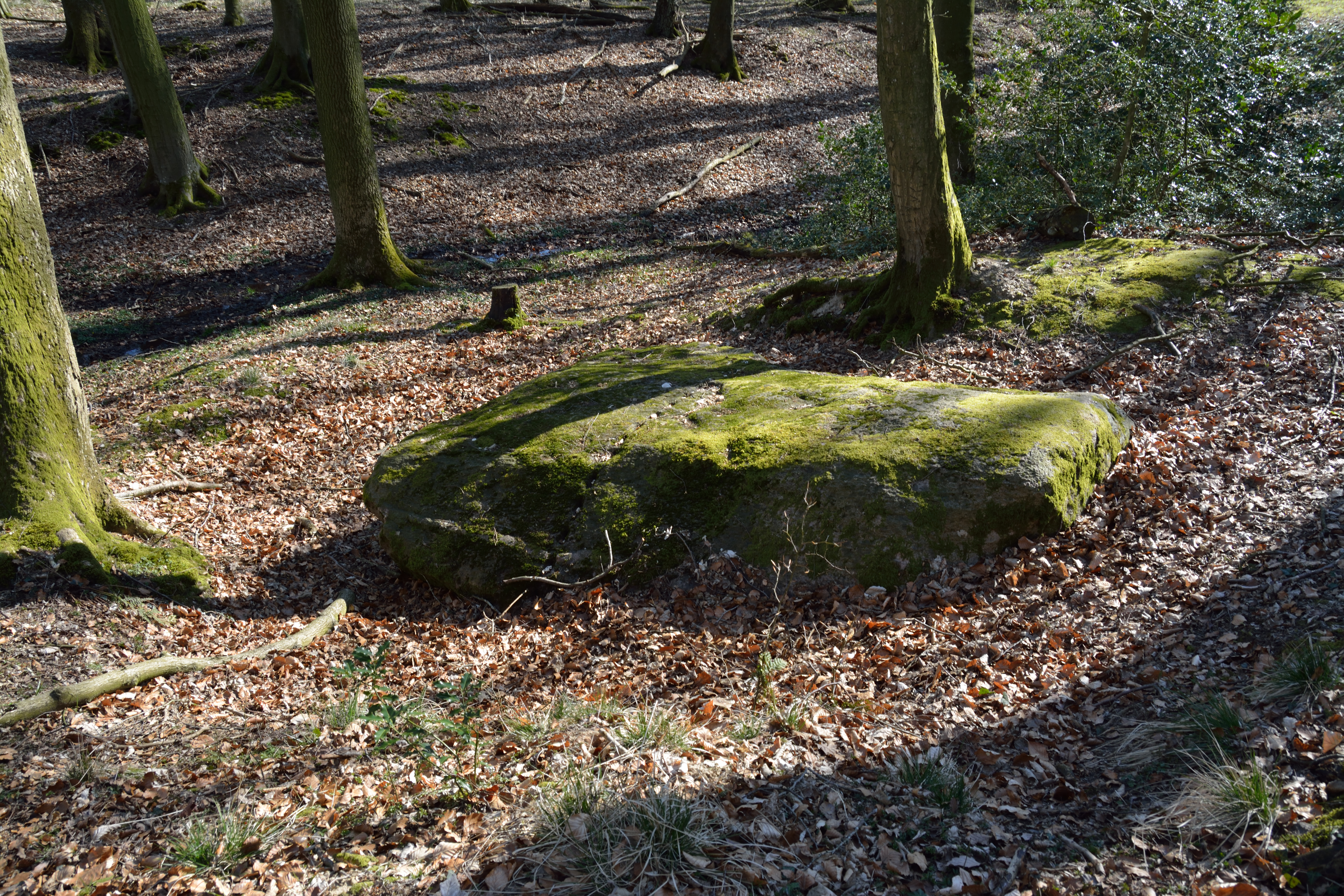
Naturdenkmal Findling Harkenstein
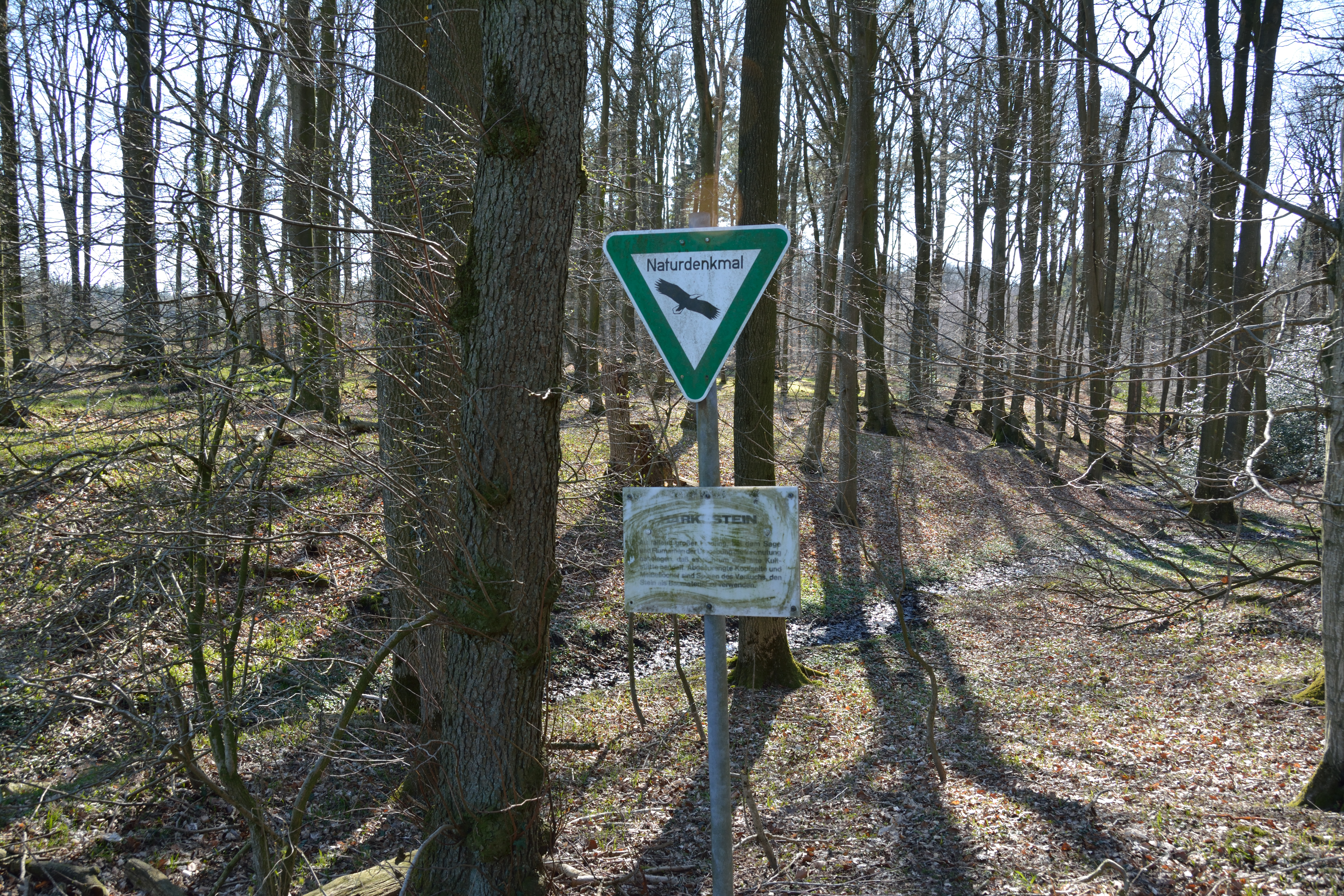
Infotafel Harkenstein
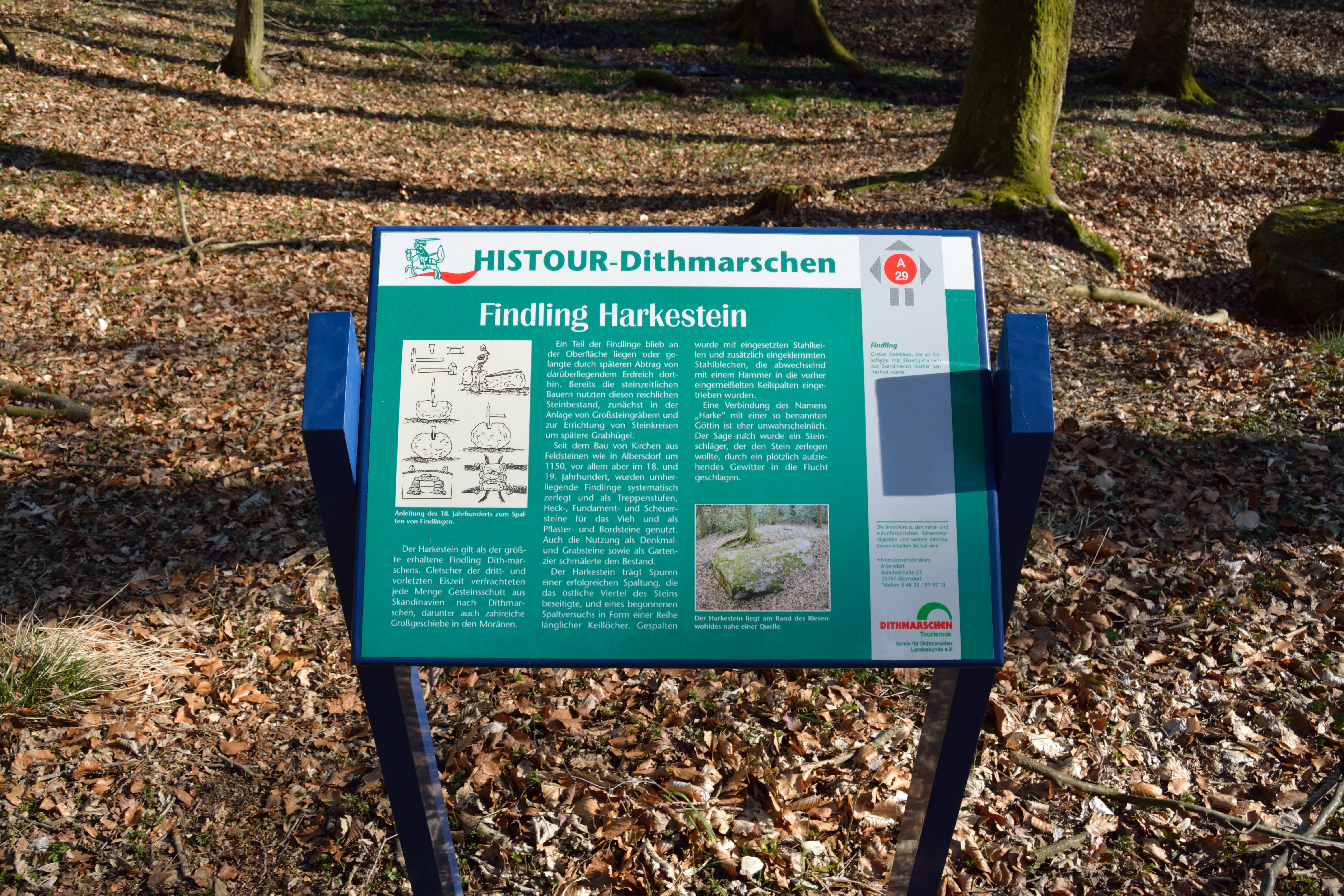
Înfotafel Harkenstein
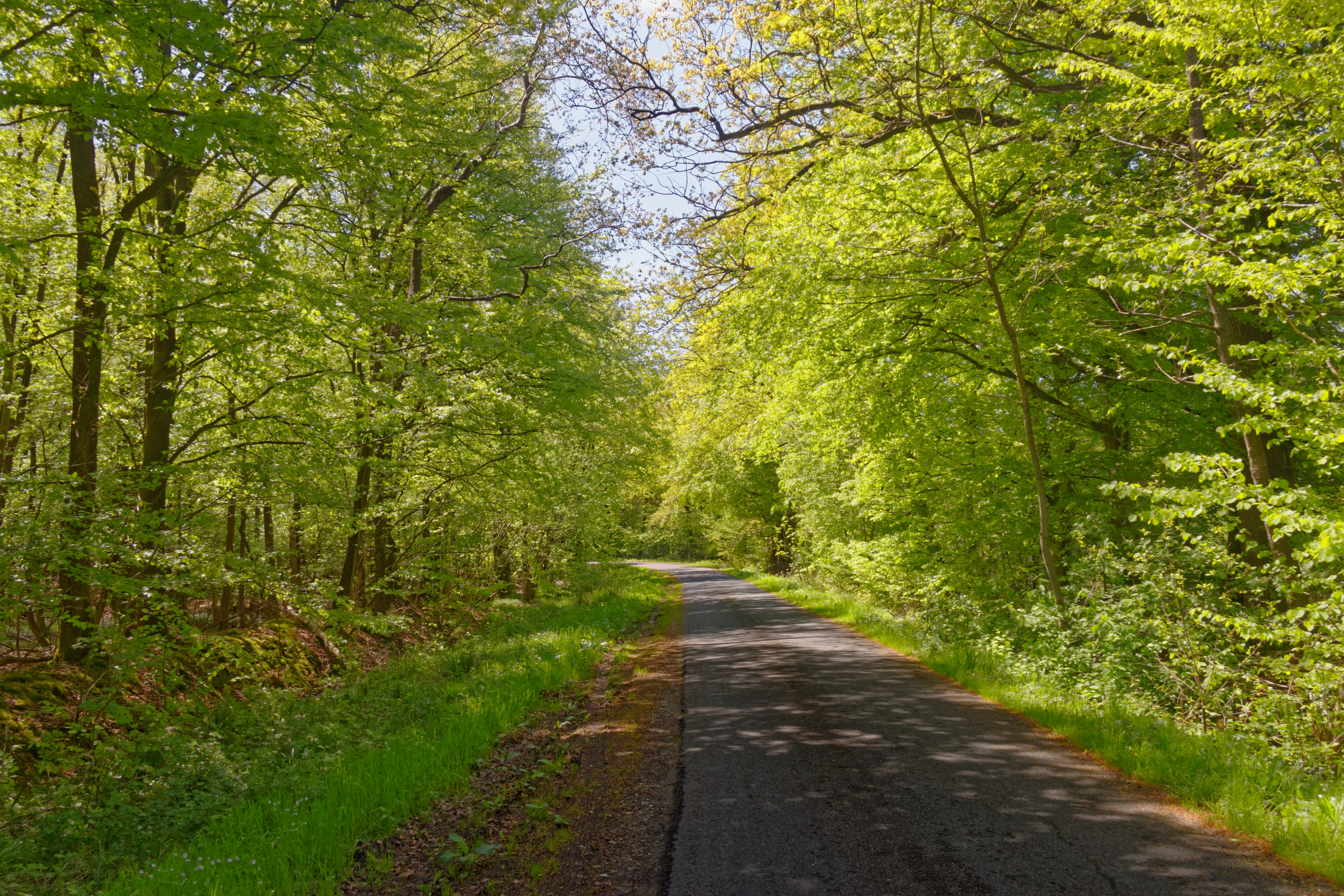
Ganzenbeker Straße im Riesewohld